# Sauternes (vignoble)
Pour les articles homonymes, voir Sauternes.
Le vignoble du Sauternais, appelé aussi vignoble de Sauternes, est une subdivision du vignoble de Bordeaux. Il regroupe les appellations sauternes et barsac, recouvrant une superficie en réduction de 1 700 hectares, comprend 240 producteurs et donne lieu à une production moyenne de 5 à 6 millions de bouteilles à l'année.

## Appellations

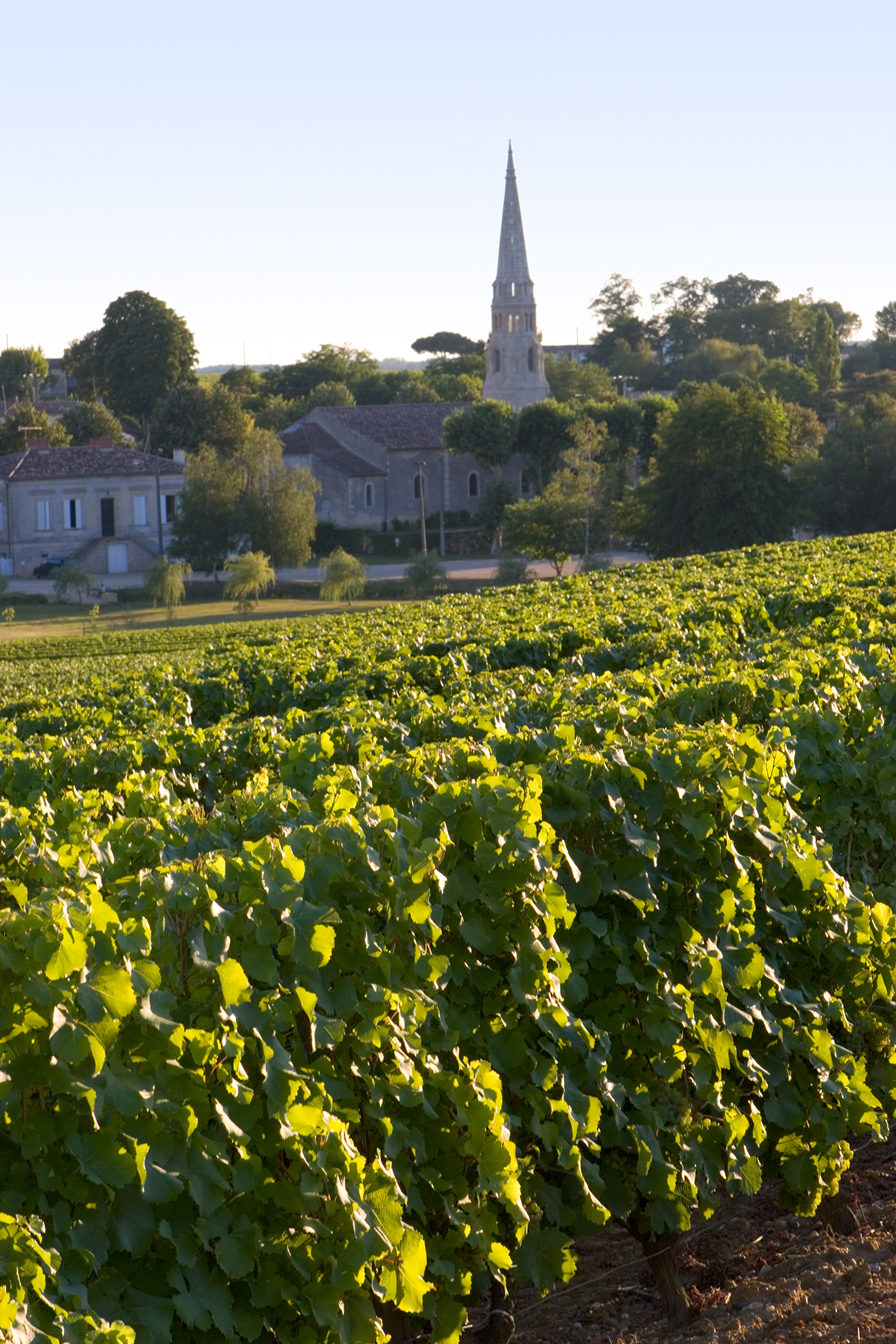
Vignes dans le Sauternais.

Seuls les vins produits par les communes de Sauternes, Fargues, Bommes, Preignac et Barsac ont le droit de porter le nom prestigieux de sauternes ; mais les vignerons de Barsac peuvent déclarer leurs récoltes sous le nom de sauternes ou barsac indifféremment. Pour porter le nom de « sauternes », ces vins doivent répondre aux strictes conditions fixées au décret d'AOC portant sur le lieu de production (les cinq communes citées plus haut), sur les cépages autorisés (sémillon, sauvignon et muscadelle), un rendement maximum à l'hectare (25 hectolitres/hectare), le degré minimum d'alcool, l'équilibre alcool-sucre et les conditions de récolte (vendange manuelle uniquement).
Chaque année une dégustation d'agrément a lieu portant sur un échantillon moyen de chaque chai. À l'issue de cette dégustation, l'appellation sauternes est donnée ou refusée à la production soumise à agrément.

## Historique
Les historiens attribuent la production de vins blancs doux et alcoolisés en France à l'influence des négociants hollandais au XVIIe siècle : la guerre de Trente Ans ayant ravagé le vignoble rhénan, ils favorisèrent le développement d'un vignoble d'exportation dans le Sauternais, à Bergerac et en Anjou.
Si la sélection des grappes par tries est ancienne, l'emploi de baies touchées par la pourriture noble (le Botrytis cinerea) pour augmenter la concentration en sucre n'est mentionné qu'à la fin du XVIIIe siècle, peut-être imité de pratiques de la Rhénanie (l'actuel Trockenbeerenauslese) et de Hongrie (le tokay). Une légende du Sauternais raconte qu'un propriétaire (le négociant Focke en 1836 à La Tour Blanche, ou le marquis de Lur-Saluces en 1847 à Yquem) rentra en retard pour superviser ses vendanges ; trouvant le raisin trop mûr, il décida néanmoins de le récolter en dépit de l'aspect pourri des raisins : bien lui en prit puisqu'il découvrit l'apport aux arômes du vin.
L'appellation barsac est officiellement reconnue par un décret du 11 septembre 1936, tandis que l'appellation sauternes a son décret le 30 septembre 1936 : les deux textes sont publiés en même temps (le 7 octobre 1936), en compagnie de ceux des loupiac, cérons et sainte-croix-du-mont. Depuis, les producteurs de la commune de Barsac ont le droit de choisir entre les deux appellations pour leurs vins.

## Géographie

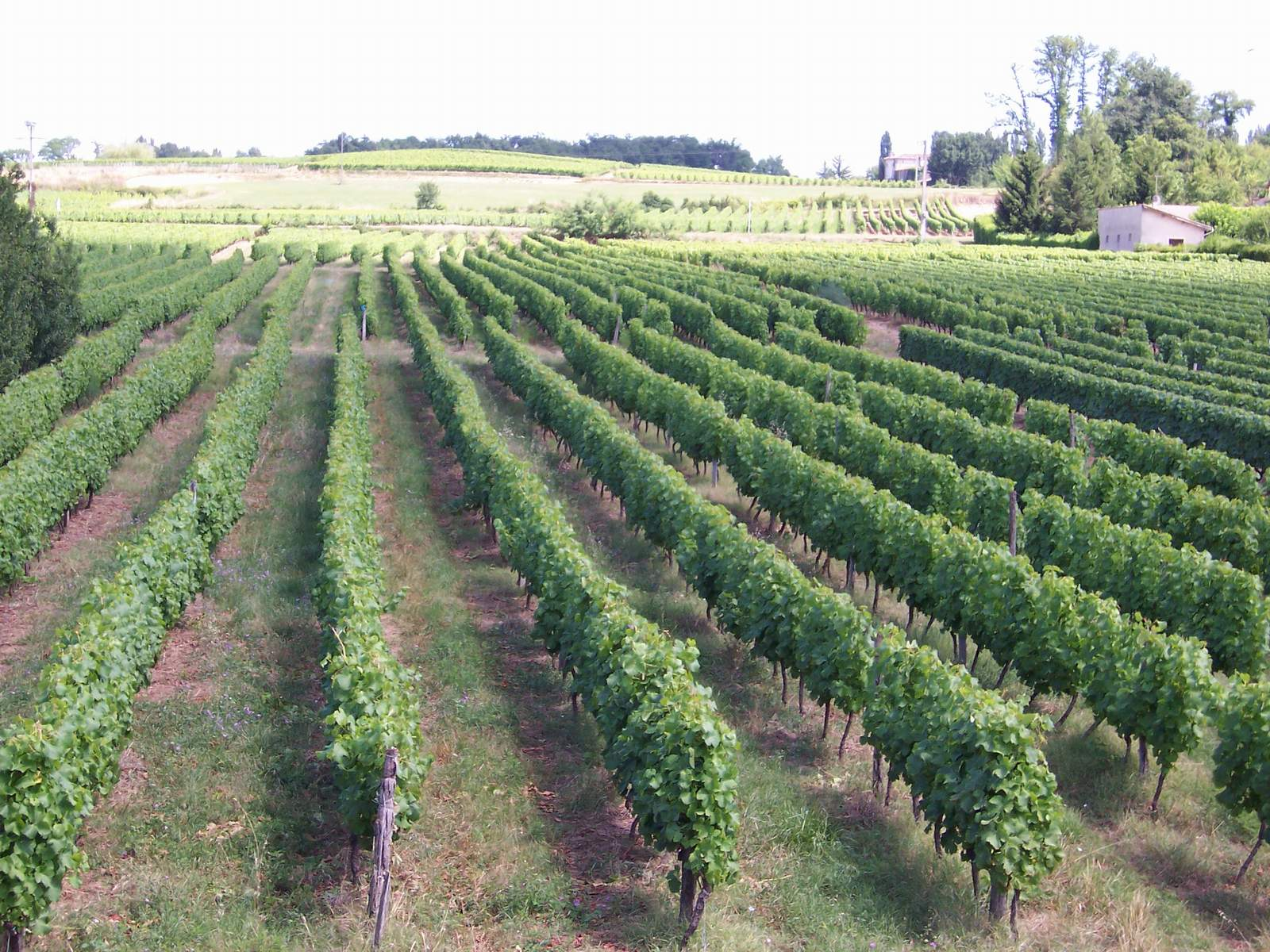
Vignobles du Sauternais.

Situé en France dans le département de la Gironde et la région Nouvelle-Aquitaine au sud de Bordeaux à proximité (10 km) de Langon.

### Géologie
Le Sauternais est posé sur du calcaire à Astéries, très largement couvert par des dépôts d'alluvions formant des terrasses aux pentes faibles. Au bord de la Garonne sur Barsac et Preignac quelques parcelles sont plantées sur des alluvions post-Würm dites « argiles des palus », mais le vignoble commence sur la basse-terrasse (entre la D 113 et la voie ferrée) datant du Riss (Pléistocène moyen), avec le calcaire à douze mètres en dessous (+12 NGF).
Sur Barsac et le long des rives du Ciron, l'érosion fait affleurer le calcaire à Astéries et à Archiacines désignés localement « calcaire de Saint-Macaire » datant du Stampien (Oligocène supérieur), recouvert d'une fine couche de limon et de sable.
Le sud de Preignac ainsi que le nord de Bommes, Sauternes et Fargues sont sur la moyenne-terrasse datant du Mindel (Pléistocène inférieur), formée de sables peu argileux feldspathiques, avec du graviers et des galets recouverts de limons (s'y trouvent Suduiraut, le bas d'Yquem, Sigalas-Rabaud, etc.), le substrat calcaire étant à +45 NGF.
Enfin le sud du Sauternais est sur la haute-terrasse datant du Günz (Pléistocène inférieur) formée de sables et de graviers dans une matrice argileuse jaunâtre (Rieussec, Guiraud, Filhot et haut d'Yquem), le calcaire se trouvant à +70 NGF,.

### Climatologie
| Mois                              | jan. | fév. | mars | avril | mai  | juin | jui. | août | sep. | oct. | nov. | déc. | année |
| --------------------------------- | ---- | ---- | ---- | ----- | ---- | ---- | ---- | ---- | ---- | ---- | ---- | ---- | ----- |
| Température minimale moyenne (°C) | 3    | 2,9  | 5,2  | 7,3   | 10,8 | 13,9 | 15,6 | 15,6 | 12,5 | 9,9  | 5,9  | 3,6  | 8,9   |
| Température moyenne (°C)          | 6,5  | 7,3  | 10,4 | 12,8  | 16,5 | 19,7 | 21,5 | 21,7 | 18,4 | 14,8 | 9,8  | 7    | 13,9  |
| Température maximale moyenne (°C) | 10   | 11,7 | 15,5 | 18,2  | 22,2 | 25,5 | 27,5 | 27,8 | 24,3 | 19,7 | 13,7 | 10,4 | 18,9  |
| Précipitations (mm)               | 80,2 | 58,9 | 60,2 | 80,1  | 74,5 | 67,4 | 50,9 | 65,3 | 65   | 71,8 | 97,8 | 87,5 | 859,6 |

| Diagramme climatique                                  |             |             |             |              |              |              |              |            |             |             |             |
| J                                                     | F           | M           | A           | M            | J            | J            | A            | S          | O           | N           | D           |
| 10380,2                                               | 11,72,958,9 | 15,55,260,2 | 18,27,380,1 | 22,210,874,5 | 25,513,967,4 | 27,515,650,9 | 27,815,665,3 | 24,312,565 | 19,79,971,8 | 13,75,997,8 | 10,43,687,5 |
| Moyennes : • Temp. maxi et mini °C • Précipitation mm |             |             |             |              |              |              |              |            |             |             |             |